# Санела Сијерчић
Санела Сијерчић (Сарајево, 24. септембар 1976) босанскохерцеговачка је фолк пјевачица. Издала је седам албума и освојила „Фолк оскар” 2006. године. Проглашена је „Пјевачицом године” у Босни. Престала је да се активно бави музиком 2009. године. Најпознатија је по хиту Срце од папира са истоименог албума из 2000, али и пјесмама Лажу те, Отров змије, Бићу његова, извини, Ево ране, Земља нек’ се тресе, Срце у прашини, Лудо сам те вољела, Сама сам, Нумеро си уно.

## Биографија
Рођена је 24. септембра 1976. у Сарајеву, гдје и живи. Одрасла је у махали са мајком Кадиром и оцем Сакибом.

### Образовање и музичка каријера
Завршила је зуботехничку средњу школу и факултет за телекомуникације. Од малена има таленат за музику; уз подршку родитеља пјевала је у основношколском хору и као солиста. Била је члан КУД Саобраћајац и путовала са оркестром, истовремено се бавећи манекенством (Мура). Била је на Веновој аудицији 1991, када су у жирију били Амела Зуковић и Љуба Аличић; прошла је у финале, али је почетак Рата у БиХ омео. Свеједно, током рата је снимила своју прву пјесму: Јорговани (студио Бубамара на Добрињи). Сарађивала је са ТВ БиХ и снимила неколико љубавних и патриотских пјесама. Добила је надимак Принцеза због истоимене пјесме коју је снимила. Снимила је потом пјесму Лијепа ли си Босно моја те интерпретирала Сајо, Сарајлијо. Пјесма Комшија јој је била хит у то вријеме. Сарађивала је са разним групама и менаџерима.
Сарадњу је почела са издавачком кућом Интакт, гдје је снимила пјесму Срце од папира — ону која јој је као фолк хит обиљежила каријеру. Након овога је објавила пјесму Ево ране, па накратко прекинула каријеру због болести у породици. Потом се вратила на музичку сцену, али је сада сама добила болест; како год, наставила је да ради, али убрзо била приморана да престане због смртног случаја (мајка) у породици. Опет се враћа на естраду пјесмом Бивша драга, али опет има смртни случај у породици (отац) па мора да прекине с каријером.
БХРТ има у архиви више њених изведби севдалинки, али и историјских спотова.

## Приватни живот
Удата је за бившег међународног К1 борца Зорана Илића, с којим има двоје дјеце. Након повлачења са музичке сцене, пронашла се у професији и запослила у БХ телеком.

## Дсикографија

### Студијски албуми
- Кап по кап [] (1995)
- Нек’ ти је равна земља босанска (?)
- Одговори [] (1998)
- Срце од папира [] (2000)
- Рођендан [] (2002)
- Fenix [] (2005)
- Бивша драга (2008)

### Видеографија
| Спот            | Год. | Режисер             |
| --------------- | ---- | ------------------- |
| Срце од папира  | 2009 | Take It Or Leave It |
| Размисли двапут | 2017 | In Takt             |
| Бивша драга     | 2017 | Hayat Production    |
| Па шта          | 2017 | Hayat Production    |
| Лагао је        | 2017 | Hayat Production    |